# Ne tirez pas sur le dentiste
Pour plus de détails, voir Fiche technique et Distribution.
Ne tirez pas sur le dentiste (The In-Laws) est un film américain réalisé par Arthur Hiller, sorti en 1979.

## Synopsis
À l'approche du mariage de sa fille, un dentiste réputé de Manhattan fait la connaissance du père de son futur gendre. Ce dernier, prétendant appartenir à la CIA, va l'entraîner malgré lui dans une périlleuse mission où le sort de l'avenir économique américain en dépend.

## Fiche technique
- Titre français : Ne tirez pas sur le dentiste
- Titre original : The In-Laws
- Réalisation : Arthur Hiller
- Photographie : David M. Walsh
- Scénario : Andrew Linklater
- Montage : Robert Swink
- Musique : John Morris
- Production : Arthur Hiller & William Sackheim
- Société de production et de distribution : Warner Bros.
- Pays :  États-Unis
- Langue : Anglais, Espagnol, Mandarin
- Format : Couleur - Mono - 35 mm - 1.85:1
- Genre : Comédie d'espionnage
- Durée : 99 min
- Affiche : René Ferracci (France)

## Distribution
- Peter Falk (VF : Serge Sauvion) : Vincent Ricardo
- Alan Arkin (VF : Maurice Sarfati) : Sheldon Kornpett
- Richard Libertini (VF : Gérard Hernandez) : Le général Garcia
- Nancy Dussault (VF : Julia Dancourt) : Carol Kornpett
- Penny Peyser : Barbara Kornpett
- Arlene Golonka (VF : Évelyn Séléna) : Jean Ricardo
- Michael Lembeck (VF : José Luccioni) : Tommy Ricardo
- Paul L. Smith (VF : Georges Atlas) : Mo
- Ed Begley Jr. (VF : Claude d'Yd) : Barry Lutz
- James Hong : Bing Wong
- Sammy Smith (VF : Teddy Bilis) : M. Hirschorn
- David Paymer : Le chauffeur de taxi

## Anecdotes
- Fran Drescher fut engagée pour jouer le rôle de Barbara Kornpett avant d'être remplacé juste avant le début du tournage par Penny Peyser.
- James Hong improvisa en intégralité ses dialogues.
- Il s'agit du premier film de David Paymer.

## Remake
- Le film a eu droit à son remake, Espion mais pas trop ! sorti en 2003 avec Michael Douglas et Albert Brooks dans les rôles principaux.